# Franz Buxbaum
Franz Buxbaum (* 25. Februar 1900 in Liebenau; † 7. Februar 1979 in Fürstenfeld) war ein österreichischer Botaniker, der sich insbesondere mit der Morphologie der Kakteengewächse beschäftigte. Er gehörte zu den Gründungsmitgliedern der Internationalen Organisation für Sukkulentenforschung. Sein offizielles botanisches Autorenkürzel lautet „Buxb.“.

## Leben
Franz Buxbaum war der Sohn eines k. u. k.-Offiziers und besuchte zunächst die Volksschule und dann das Staatsrealgymnasium in Graz. Nach der Kriegsmatura trat er im März 1918 in den Armeedienst ein. Nach dem Ende des Ersten Weltkrieges wurde er Mitglied im Freikorps „Deutsche Studentenwehr Graz“ und schrieb sich an der philosophischen Fakultät der Karl-Franzens-Universität Graz für Naturwissenschaft und Chemie für das Wintersemester 1918/19 ein. Im Wintersemester 1921/22 wurde er Assistent von Karl Fritsch am Institut für Systematische Botanik in Graz und Demonstrator am Botanischen Garten Graz. Am 10. Oktober 1922 wurde Buxbaum mit einer Arbeit über die vergleichende Anatomie der Unterfamilie Melanthioideae der Pflanzenfamilie der Germergewächse (Melanthiaceae) zum Dr. phil. promoviert.
Am 1. Oktober 1923 nahm er seine Tätigkeit als wissenschaftliche Hilfskraft bei Richard Wettstein am Botanischen Institut der Universität Wien auf. Gemeinsam mit Bruno Schussnig (1892–1976) unternahm er von April bis Mai 1924 eine Studienreise nach Tunesien. Durch Stellenabbau verlor er am 31. März 1925 seinen Posten am Botanischen Institut, konnte aber noch ein weiteres Jahr als Demonstrator am Botanischen Institut der Universität Wien arbeiten.
Seit April 1926 endgültig arbeitslos schrieb er sich erneut an der Universität Graz und der Technischen Hochschule Graz ein, um sich auf die Lehramtsprüfung für Mittelschulen und eine Prüfung in Lebensmittelchemie vorzubereiten. Nebenher arbeitet er als Volontär an der Staatlichen Untersuchungsanstalt für Lebensmittel in Graz und versuchte sich mit Beiträgen für Zeitschriften, überwiegend für die Zeitschrift Mikrokosmos, einen gewissen Lebensunterhalt zu verdienen.
Am 28. Juni 1929 erhielt Buxbaum das Lehrbefähigungszeugnis für Mittelschulen, absolvierte ein Probejahr an der 2. Bundesrealschule in Graz und wurde am 16. September 1930 als Hilfslehrer am Bundesrealgymnasium Fürstenfeld eingestellt. Im gleichen Jahr heiratete er Friedl Matelik.
1933 wurde Buxbaum zum Professor ernannt. Er trieb morphologisch-phylogenetischen Studien der Lilioideae und reichte 1937 ein Habilitationsgesuch über diese Thematik ein, das jedoch erst am 11. Februar 1941 angenommen wurde. Von 1940 bis 1944 war er kommissarischer Leiter der Oberschule Fürstenfeld. 1944 wurde er zur deutschen Wehrmacht einberufen.
Nach Ende des Zweiten Weltkrieges wurde Buxbaum an die Bundesrealschule in Judenburg versetzt. Dort lehrte er bis Ende 1960, als er aus gesundheitlichen Gründen aus dem Mittelschuldienst ausscheiden musste. Seine Tätigkeit als Dozent für Systematische Botanik an der Universität Graz, die er seit dem Erhalt der Venia docendi am 20. Januar 1954 ausübte, musste er 1968 nach einer Operation eines Bronchialkarzinoms aufgeben. Im Dezember 1972 erhielt er das „goldene Doktordiplom“ der Universität Graz.
1978 zog er von Judenburg nach Fürstenfeld auf einen Alterswohnsitz in der Wohnsiedlung „Augustinerhof“. Franz Buxbaum starb am 7. Februar 1979 an Krebs.

## Wirken
Erster Anlass, sich mit den Kakteengewächsen zu beschäftigen, war für ihn ein öffentlicher Vortrag, den er in Graz hielt und der 1930 unter dem Titel Heimat und Körperformen der Kakteen in der Zeitschrift Der Naturforscher veröffentlicht wurde. Aufgrund dieses Artikels bearbeitete er 1931 für die 15. Auflage des Großen Brockhaus den Eintrag „Kakteen“. Es folgten zahlreiche Zeitschriftenbeiträge, so in den Zeitschriften Kakteenkunde und Der Kakteenfreund.
Von 1935 an publizierte Buxbaum im Jahrbuch der Deutschen Kakteen-Gesellschaft. Auf den Jahreshauptversammlungen der Deutschen Kakteen-Gesellschaft 1936 in Düsseldorf und 1938 in Essen, an denen er als Ehrengast teilnahm, lernte er unter anderen Hans Krainz und Curt Backeberg kennen. Mit Backeberg kam es später zu heftigen wissenschaftlichen Auseinandersetzungen, da sich Buxbaum kritisch mit dessen extremer Aufsplitterung der Arten und Gattungen sowie seinen eigenwilligen phytographischen Methoden auseinandersetzte.
1950 gehörte Buxbaum zu den Gründungsmitgliedern der Internationalen Organisation für Sukkulentenforschung und wurde zum Vorsitzenden des 1. Internationalen Kongress der Sukkulentenforscher gewählt. 1951 bereiste er zu Studienzwecken den Jardí Botànic Marimurtra der Karl-Faust-Stiftung in Blanes und den Exotischen Garten von Monaco. Eine Einladung zu einem halbjährigen Aufenthalt führte ihn 1956 als Gastprofessor im Rahmen eines kombinierten Fulbright- und Smith-Mundt-Stipendiums nach Berkeley, wo er Kontakt zu den amerikanischen Kakteenspezialisten Paul Clifford Hutchison (1924–1997), Norman Hill Boke, George Edmund Lindsay (1916–2002) und Reid Venable Moran (1916–2010) bekam und Feldstudien in Arizona und Südkalifornien durchführte.
Buxbaum studierte viele Jahre die Morphologie der Kakteen, insbesondere deren Samen und Blüten. Darauf aufbauend, entwickelte er 1955 gemeinsam mit Johannes Endler ein phylogenetisches System der Kakteengewächse. Darin akzeptiert er die von Karl Moritz Schumann eingeführten Unterfamilien und unterteilte die große Unterfamilie Cactoideae in neun Tribus: Leptocereeae, Hylocereeae, Pachycereeae, Browningieae, Cereeae, Trichocereeae, Notocacteae, Echinocereae und Cacteae. Diese Tribus unterteilte er weiter in Subtribus und Reihen. Mit nur kleineren Änderungen ist dieses System die Grundlage für die moderne Kakteensystematik. Auf ihr beruhte auch die Darstellung der Kakteen in dem von Hans Krainz ab 1956 publizierten Werk Die Kakteen, dessen Mitherausgeber Buxbaum war und für das er die einleitenden Kapitel Morphologie und System sowie den allgemeinen Teil bei vielen Gattungen schrieb.
Seine die Kakteen betreffenden Materialien gingen an das Herbarium der Sukkulenten-Sammlung Zürich.

## Ehrungen
Curt Backeberg benannte ihm zu Ehren die Gattung Neobuxbaumia der Pflanzenfamilie der Kakteengewächse (Cactaceae).

## Schriften (Auswahl)
- Morphology of cacti. I. Roots and stems. II. Flower. III. Fruit and seeds. Pasadena: Abbey Garden Press 1950–1955. Mit Edwin Bernard Kuntz, Jr. (Herausgeber)?
- Grundlagen und Methoden einer Erneuerung der Systematik der höheren Pflanzen: Die Forderung dynamischer Systematik im Bereiche der Blütenpflanzen. Wien: Springer, 1951.
- Kakteen-Pflege, biologisch richtig: Pflege, Zucht, Beschreibung der Gattungen. Stuttgart: Franckh, 1959.
- Kakteenleben. Eine biologische Plauderei für jeden Naturfreund. Albert Philler Verlag: Minden 1980.
- Die Pflanzenfamilie der Kakteen. 3. Auflage, Minden 1982. (mit Johannes Endler)

## Nachweise